# Kuma miko
Kuma miko (くまみこ?), anche noto come Girl Meets Bear, è un manga scritto e disegnato da Masume Yoshimoto, serializzato sul Monthly Comic Flapper di Media Factory dal 5 aprile 2013. Un adattamento anime, coprodotto da Kinema Citrus ed EMT Squared, è stato trasmesso in Giappone tra il 3 aprile e il 19 giugno 2016.

## Personaggi
Machi Amayadori (雨宿 まち?, Amayadori Machi)
Doppiata da: Natsumi Hioka
Natsu Kumai (クマ井 ナツ?, Kumai Natsu)
Doppiato da: Hiroki Yasumoto
Yoshio Amayadori (雨宿 良夫?, Amayadori Yoshio)
Doppiato da: Kazuyuki Okitsu
Etsuko Amayadori (雨宿 エツ子?, Amayadori Etsuko)
Doppiata da: Kazue Minami
Fuchi Amayadori (雨宿 フチ?, Amayadori Fuchi)
Doppiata da: Ikuko Tani
Hibiki Sakata (酒田 響?, Sakata Hibiki)
Doppiata da: Eri Kitamura

## Media

### Manga
Il manga, scritto e disegnato da Masume Yoshimoto, ha iniziato la serializzazione sulla rivista Monthly Comic Flapper di Media Factory il 5 aprile 2013. Il primo volume tankōbon è stato pubblicato il 23 ottobre 2013 e al 23 settembre 2016 ne sono stati messi in vendita in tutto sette.

#### Volumi
| Nº | Data di prima pubblicazione | Data di prima pubblicazione | Data di prima pubblicazione |
| Nº | Giapponese                  | Giapponese                  |                             |
| -- | --------------------------- | --------------------------- | --------------------------- |
| 1  | 23 ottobre 2013             | ISBN 978-4-04-066576-4      |                             |
| 2  | 23 maggio 2013              | ISBN 978-4-04-066562-7      |                             |
| 3  | 22 dicembre 2014            | ISBN 978-4-04-067227-4      |                             |
| 4  | 23 maggio 2015              | ISBN 978-4-04-067524-4      |                             |
| 5  | 23 ottobre 2015             | ISBN 978-4-04-067829-0      |                             |
| 6  | 23 marzo 2016               | ISBN 978-4-04-068230-3      |                             |
| 7  | 23 settembre 2016           | ISBN 978-4-04-068539-7      |                             |

### Anime

Logo della serie

Annunciato il 9 ottobre 2015 da Media Factory, un adattamento anime, coprodotto da Kinema Citrus ed EMT Squared per la regia di Kiyoshi Matsuda, è andato in onda dal 3 aprile al 19 giugno 2016. Le sigle di apertura e chiusura sono rispettivamente Datte, gyutte shite. (だって、ギュってして。?) di Maki Hanatani e Kumamiko dancing di Machi Amayadori e Natsu Kumai. In America del Nord i diritti sono stati acquistati da Funimation. Due episodi OAV sono stati inclusi rispettivamente nel primo e secondo volume BD/DVD dell'edizione home video della serie, pubblicati il 24 giugno e il 24 agosto 2016.

#### Episodi
| Nº | Titolo italiano (traduzione letterale) Giapponese 「Kanji」 - Rōmaji                           | In onda        | In onda |
| Nº | Titolo italiano (traduzione letterale) Giapponese 「Kanji」 - Rōmaji                           | Giapponese     |         |
| 1  | L'orso e la ragazza: tempo di addii 「クマと少女 お別れの時」 - Kuma to shōjo: owakare no toki | 3 aprile 2016  |         |
| 2  | Una strada difficile 「険しき道」 - Kewashiki michi                                            | 10 aprile 2016 |         |
| 3  | Chi mantiene la tradizione 「伝統を守る者」 - Dentō o mamoru mono                              | 17 aprile 2016 |         |
| 4  | Il tesoro del villaggio 「村の宝物」 - Mura no takaramono                                      | 24 aprile 2016 |         |
| 5  | Il contrario 「ウラハラ」 - Urahara                                                            | 1º maggio 2016 |         |
| 6  | Il villaggio dei pionieri 「先駆者の村」 - Senku-sha no mura                                   | 8 maggio 2016  |         |
| 7  | Kikase 「キカセ」 - Kikase                                                                     | 15 maggio 2016 |         |
| 8  | On The Floor 「ON THE FLOOR」                                                                  | 22 maggio 2016 |         |
| 9  | Commercial 「コマーシャル」 - Komāsharu                                                        | 29 maggio 2016 |         |
| 10 | Quella è un'idol!? 「それってアイドル！？」 - Sore tte aidoru!?                                | 5 giugno 2016  |         |
| 11 | GO in città? 「都会へGO？」 - Tokai e GO?                                                      | 12 giugno 2016 |         |
| 12 | Decisione 「決断」 - Ketsudan                                                                  | 19 giugno 2016 |         |